# Ярещенко Олександер
Архієпископ Олександр (Ярещенко) (у світі Ярещенко Олександр Григорович; * 12 вересня 1890, Полтавська губернія — після 1934, ГУЛАГ СССР) — архієрей УАПЦ з титулом «єпископ Лубенський» (1921-1923) та «архієпископ Харківський» (1923-1926), член ідеологічної Комісії УАПЦ (1924–1926), доктор теологічних наук. Випускник Московської духовної академії ВПСРІ. Перший заступник голови Всеукраїнської Православної Церковної Ради. Також залізничний інженер. 
Жертва сталінського терору. 

## Біографія
Родом із Полтавщини, народився у родині православного священика. Закінчив Московську духовну академію зі ступенем доктора теологічних наук, та Інститут інженерів шляхів сполучення в Петербурзі, згодом начальник Полтавської залізниці.
На київському соборі 1921 священика Олександра Ярещенка висвячено на єпископа Лубенського УАПЦ (1921–1923), на цій кафедрі він організував 50 українських парафій і повітову Раду УАПЦ на Лубенщині. Згодом - архієпископ Харківський (1923–1926). 
Владика Олександр був першим заступником голови Всеукраїнської Православної Церковної Ради і членом ідеологічної Комісії УАПЦ (1924–1926). Сучасники оцінювали владику Олександра як найвизначнішого єпископа УАПЦ з 1921. Визнаний як добрий проповідник, ідейний церковний служитель, противник большевизму.

### Окупаційний терор
Один з перших ієрархів УАПЦ заарештований в 1926 р. переведений до Алма-Ати в Казахстані (за іншою версією засланий до Ташкенту), звільнений на короткий термін 1934 р. і знову заарештований у Курську того ж року, засланий до концтаборів ГУЛАГ СССР, де був закатований.